# Bodovaljci
Bodovaljci – wieś w Chorwacji, w żupanii brodzko-posawskiej, w gminie Vrbje. W 2011 roku liczyła 552 mieszkańców.